# ATP Umag

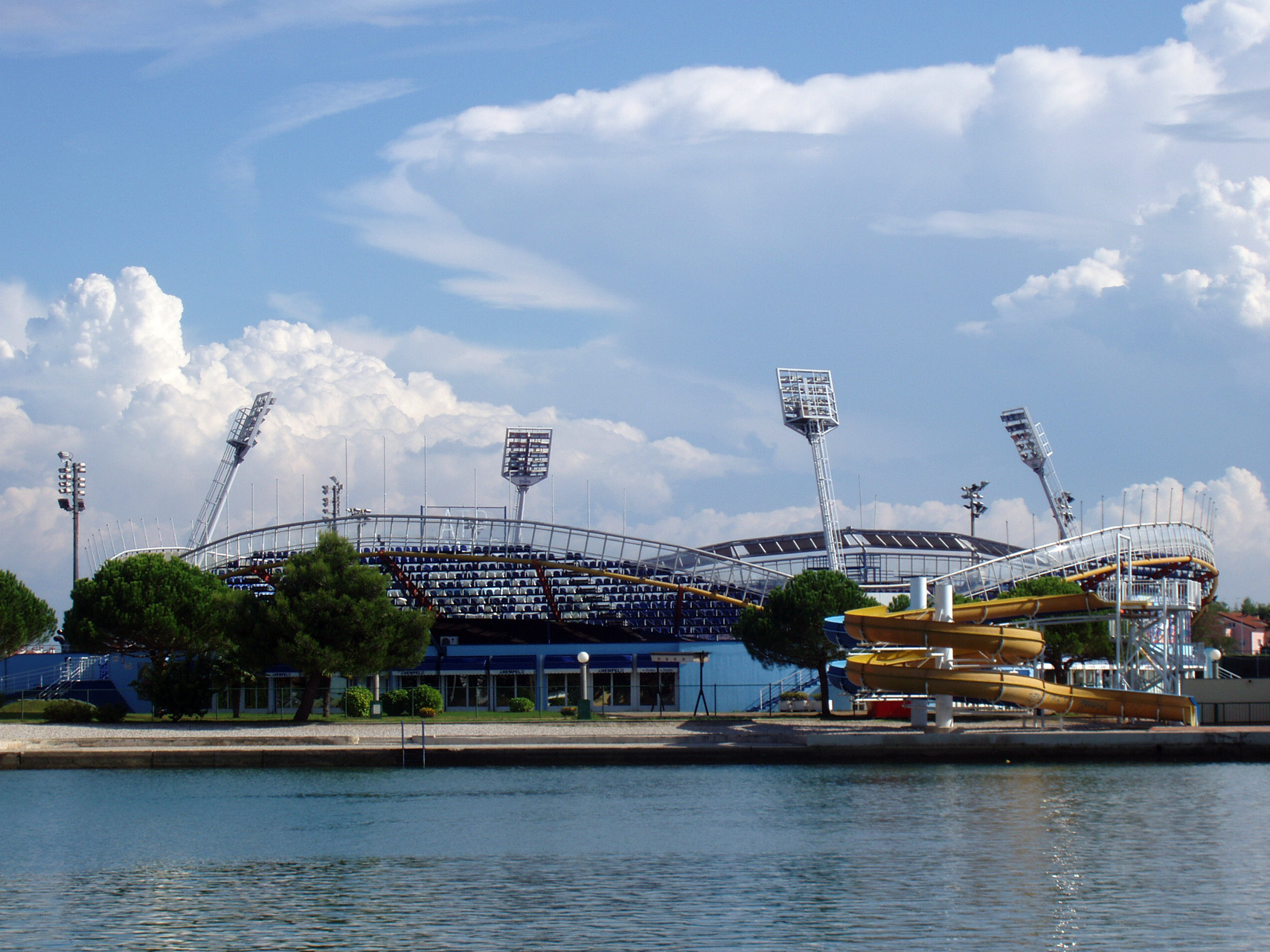
Centralni stadion, das Hauptstadion in Umag; viele Partyveranstaltungen finden während des Turniers rund um das Stadion statt.

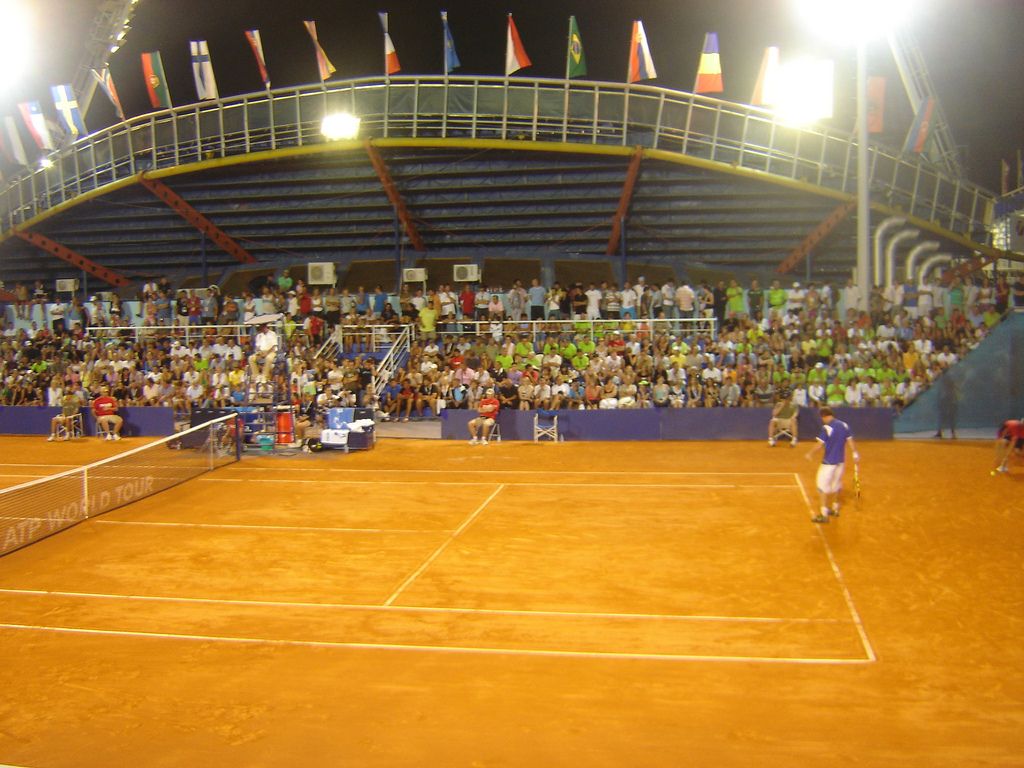
Blaž Kavčič im Stadion von Umag

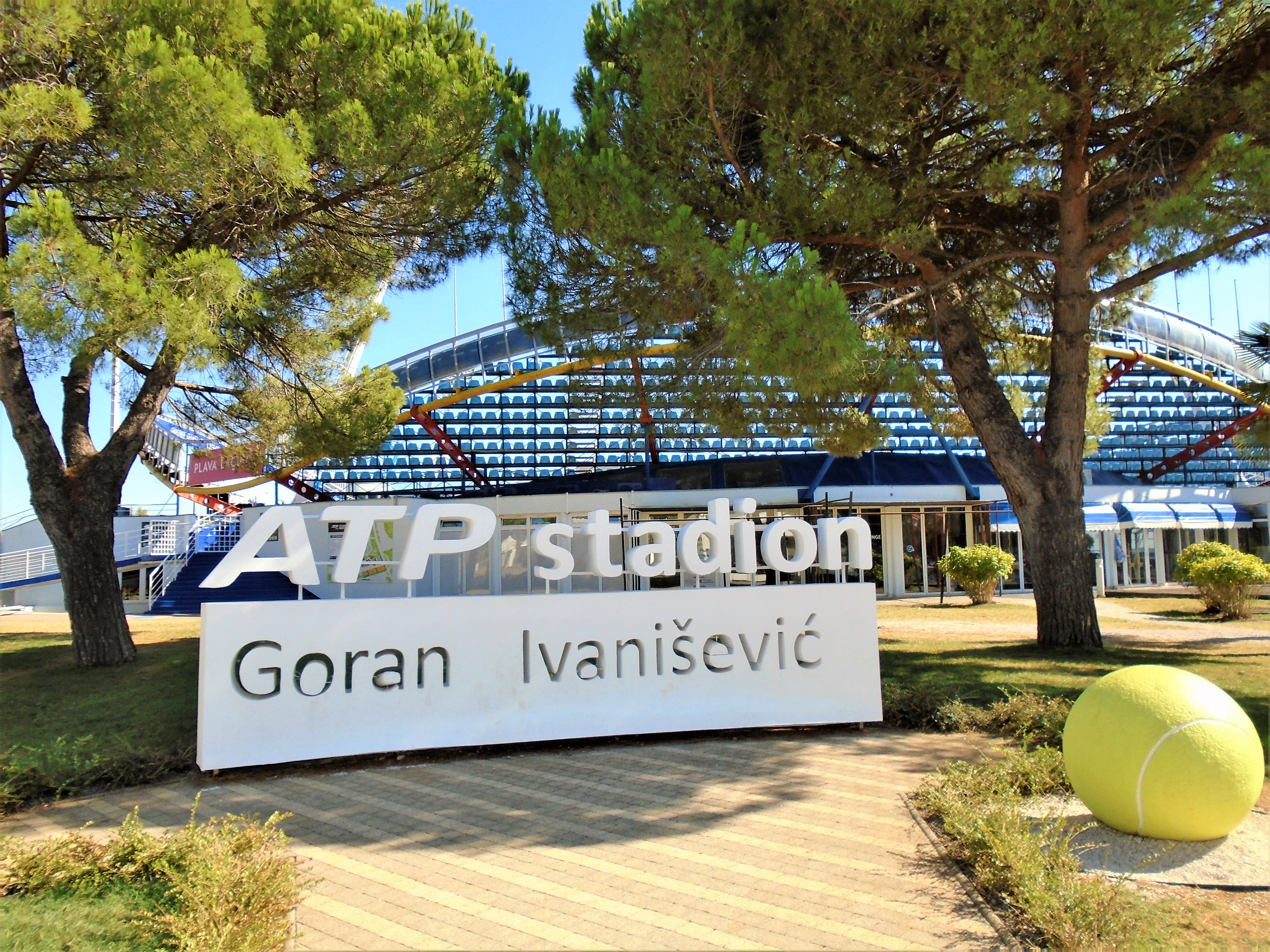
Stadion Goran Ivanišević

Das ATP-Turnier von Umag (offiziell Plava Laguna Croatia Open Umag) ist ein Tennisturnier, das seit 1990 jährlich im Juli in Umag, Kroatien, im Freien auf Sand ausgetragen wird. Es ist Teil der ATP Tour 250, der niedrigsten Kategorie innerhalb der ATP Tour.

## Geschichte
Das Turnier wurde 1990 erstmals ausgetragen, als Kroatien noch Teil von Jugoslawien war und ist das älteste Turnier Kroatiens. Der Name war anfangs Yugoslav Open. Der Termin des Turniers variierte. Die ersten beiden Ausgaben fanden im Mai statt, 1992 bis 1996 wurde es im August ausgetragen und war damit eines der letzten Sandplatzturniere im Kalender. Mittlerweile wurde der Termin auf die zweite Julihälfte vorverlegt und ist Teil der zweiten Welle an europäischen Sandplatzturnieren, die nach Wimbledon gespielt werden. Austragungsort ist das Centralni Stadion, das 2016 in ATP Stadium Goran Ivanišević umbenannt wurde, nach dem erfolgreichsten Spieler des Landes.

## Siegerliste
Rekordsieger der Veranstaltung ist Carlos Moyá, der das Turnier fünfmal für sich entscheiden konnte, von 2001 bis 2003 konnte er es sogar dreimal hintereinander gewinnen. Im Doppel sind Javier Sánchez, Michal Mertiňák und David Marrero mit drei Titeln die Rekordsieger.

### Einzel
| Jahr | Sieger               | Finalgegner         | Finalergebnis  |
| ---- | -------------------- | ------------------- | -------------- |
| 2025 | Luciano Darderi      | Carlos Taberner     | 6:3, 6:3       |
| 2024 | Francisco Cerúndolo  | Lorenzo Musetti     | 2:6, 6:4, 7:65 |
| 2023 | Alexei Popyrin       | Stan Wawrinka       | 6:75, 6:3, 6:4 |
| 2022 | Jannik Sinner        | Carlos Alcaraz      | 6:75, 6:1, 6:1 |
| 2021 | Carlos Alcaraz       | Richard Gasquet     | 6:2, 6:2       |
| 2020 | abgesagt             | abgesagt            | abgesagt       |
| 2019 | Dušan Lajović        | Attila Balázs       | 7:5, 7:5       |
| 2018 | Marco Cecchinato     | Guido Pella         | 6:2, 7:64      |
| 2017 | Andrei Rubljow       | Paolo Lorenzi       | 6:4, 6:2       |
| 2016 | Fabio Fognini        | Andrej Martin       | 6:4, 6:1       |
| 2015 | Dominic Thiem        | João Sousa          | 6:4, 6:1       |
| 2014 | Pablo Cuevas         | Tommy Robredo       | 6:3, 6:4       |
| 2013 | Tommy Robredo        | Fabio Fognini       | 6:0, 6:3       |
| 2012 | Marin Čilić          | Marcel Granollers   | 6:4, 6:2       |
| 2011 | Oleksandr Dolhopolow | Marin Čilić         | 6:4, 3:6, 6:3  |
| 2010 | Juan Carlos Ferrero  | Potito Starace      | 6:4, 6:4       |
| 2009 | Nikolai Dawydenko    | Juan Carlos Ferrero | 6:3, 6:0       |
| 2008 | Fernando Verdasco    | Igor Andrejew       | 3:6, 6:4, 7:64 |
| 2007 | Carlos Moyá (5)      | Andrei Pavel        | 6:4, 6:2       |
| 2006 | Stan Wawrinka        | Novak Đoković       | 6:61:3 aufgg.  |
| 2005 | Guillermo Coria      | Carlos Moyá         | 6:2, 4:6, 6:2  |
| 2004 | Guillermo Cañas      | Filippo Volandri    | 7:5, 6:3       |
| 2003 | Carlos Moyá (4)      | Filippo Volandri    | 6:4, 3:6, 7:5  |
| 2002 | Carlos Moyá (3)      | David Ferrer        | 6:3, 6:2       |
| 2001 | Carlos Moyá (2)      | Jérôme Golmard      | 6:4, 3:6, 7:62 |
| 2000 | Marcelo Ríos         | Mariano Puerta      | 7:61, 4:6, 6:4 |
| 1999 | Magnus Norman        | Jeff Tarango        | 6:2, 6:4       |
| 1998 | Bohdan Ulihrach      | Magnus Norman       | 6:3, 7:6       |
| 1997 | Félix Mantilla       | Sergi Bruguera      | 6:3, 7:6       |
| 1996 | Carlos Moyá (1)      | Félix Mantilla      | 6:0, 7:64      |
| 1995 | Thomas Muster (3)    | Carlos Costa        | 3:6, 7:6, 6:4  |
| 1994 | Alberto Berasategui  | Karol Kučera        | 6:2, 6:4       |
| 1993 | Thomas Muster (2)    | Alberto Berasategui | 7:5, 3:6, 6:3  |
| 1992 | Thomas Muster (1)    | Franco Davín        | 6:1, 4:6, 6:4  |
| 1991 | Dmytro Poljakow      | Javier Sánchez      | 6:4, 6:4       |
| 1990 | Goran Prpić          | Goran Ivanišević    | 6:3, 4:6, 6:4  |

### Doppel
| Jahr | Sieger                                    | Finalgegner                           | Finalergebnis      |
| ---- | ----------------------------------------- | ------------------------------------- | ------------------ |
| 2025 | Romain Arneodo Manuel Guinard             | Patrik Trhac Marcus Willis            | 7:5, 7:62          |
| 2024 | Guido Andreozzi Miguel Ángel Reyes Varela | Manuel Guinard Grégoire Jacq          | 6:4, 6:2           |
| 2023 | Blaž Rola Nino Serdarušić                 | Simone Bolelli Andrea Vavassori       | 4:6, 7:62, [15:13] |
| 2022 | Simone Bolelli (2) Fabio Fognini (2)      | Lloyd Glasspool Harri Heliövaara      | 5:7, 7:66, [10:7]  |
| 2021 | Fernando Romboli David Vega Hernández     | Tomislav Brkić Nikola Čačić           | 6:3, 7:5           |
| 2020 | abgesagt                                  | abgesagt                              | abgesagt           |
| 2019 | Robin Haase (2) Philipp Oswald            | Oliver Marach Jürgen Melzer           | 7:5, 6:72, [14:12] |
| 2018 | Robin Haase (1) Matwé Middelkoop          | Roman Jebavý Jiří Veselý              | 6:4, 6:4           |
| 2017 | Guillermo Durán Andrés Molteni            | Marin Draganja Tomislav Draganja      | 6:3, 6:74, [10:6]  |
| 2016 | Martin Kližan (2) David Marrero (3)       | Nikola Mektić Antonio Šančić          | 6:4, 6:2           |
| 2015 | Máximo González André Sá                  | Mariusz Fyrstenberg Santiago González | 4:6, 6:3, [10:5]   |
| 2014 | František Čermák (3) Lukáš Rosol          | Dušan Lajović Franko Škugor           | 6:3, 6:1           |
| 2013 | Martin Kližan (1) David Marrero (2)       | Nicholas Monroe Simon Stadler         | 1:6, 7:5, [10:7]   |
| 2012 | David Marrero (1) Fernando Verdasco       | Marcel Granollers Marc López          | 6:3, 7:64          |
| 2011 | Simone Bolelli (1) Fabio Fognini (1)      | Marin Čilić Lovro Zovko               | 6:3, 5:7, [10:7]   |
| 2010 | Leoš Friedl Filip Polášek                 | František Čermák Michal Mertiňák      | 6:3, 7:67          |
| 2009 | František Čermák (2) Michal Mertiňák (3)  | Johan Brunström Jean-Julien Rojer     | 6:4, 6:4           |
| 2008 | Michal Mertiňák (2) Petr Pála (2)         | Carlos Berlocq Fabio Fognini          | 2:6, 6:3, [10:5]   |
| 2007 | Lukáš Dlouhý Michal Mertiňák (1)          | Jaroslav Levinský David Škoch         | 6:1, 6:1           |
| 2006 | Jaroslav Levinský David Škoch             | Guillermo García López Albert Portas  | 6:4, 6:4           |
| 2005 | Jiří Novák Petr Pála (1)                  | Michal Mertiňák David Škoch           | 6:3, 6:3           |
| 2004 | José Acasuso Flávio Saretta               | Jaroslav Levinský David Škoch         | 4:6, 6:2, 6:4      |
| 2003 | Álex López Morón (2) Rafael Nadal         | Todd Perry Thomas Shimada             | 6:1, 6:3           |
| 2002 | František Čermák (1) Julian Knowle        | Albert Portas Fernando Vicente        | 6:4, 6:4           |
| 2001 | Sergio Roitman Andrés Schneiter           | Ivan Ljubičić Lovro Zovko             | 6:2, 7:5           |
| 2000 | Álex López Morón (1) Albert Portas        | Ivan Ljubičić Lovro Zovko             | 6:1, 7:62          |
| 1999 | Mariano Puerta Javier Sánchez (3)         | Massimo Bertolini Cristian Brandi     | 3:6, 6:2, 6:3      |
| 1998 | Neil Broad Piet Norval                    | Jiří Novák David Rikl                 | 6:1, 3:6, 6:3      |
| 1997 | Dinu Pescariu Davide Sanguinetti          | Dominik Hrbatý Karol Kučera           | 7:6, 6:4           |
| 1996 | Pablo Albano Luis Lobo (2)                | Ģirts Dzelde Udo Plamberger           | 6:4, 6:1           |
| 1995 | Luis Lobo (1) Javier Sánchez (2)          | David Ekerot László Markovits         | 6:4, 6:0           |
| 1994 | Diego Pérez Francisco Roig                | Karol Kučera Paul Wekesa              | 6:2, 6:4           |
| 1993 | Filip Dewulf Tom Vanhoudt                 | Jordi Arrese Francisco Roig           | 6:4, 7:5           |
| 1992 | David Prinosil Richard Vogel              | Sander Groen Lars Koslowski           | 6:3, 6:7, 7:6      |
| 1991 | Gilad Bloom Javier Sánchez (1)            | Richey Reneberg David Wheaton         | 7:6, 2:6, 6:1      |
| 1990 | Vojtěch Flégl Daniel Vacek                | Andrei Tscherkassow Andrei Olchowski  | 6:4, 6:4           |